# Lenguas tucanas centrales
Las lenguas tucanas centrales constituyen una rama propuesta de las lenguas tucanas habladas en el noroeste de la Amazonia, en Colombia cerca de la frontera con Brasil.

## Clasificación
No existe consenso sobre si existe una rama central del tucano paralela a las ramas oriental y occidental que parecen bien establecidas. Para algunos autores el cubeo y el tanimuca forman la rama central. Sin embargo, para los autores de la clasificación de Ethnologue el cubeo es una lengua no asignable ni a la ramas oriental ni a la rama oriental, por lo que considera que por sí mismo constituye la rama central (mientras que el tanimuca se clasifica como una lengua de la rama oriental). Finalmente la comparación léxica del ASJP rebela que el tanimuca es más cercano léxicamente a las lenguas orientales, mientras que el cubeo es más cercano a las lenguas occidentales (aunque es la lengua geográficamente más distante de ellas), eso sugiere que probablemente el cubeo pueda considerarse una rama independiente o tal vez parte de las lenguas occidentales a pesar de su posición geográfica.